# Philadelphia Phillies
Los Philadelphia Phillies (en español, Filis de Filadelfia) son un equipo profesional de béisbol de los Estados Unidos con sede en Filadelfia, Pensilvania. Compiten en la División Este de la Liga Nacional (NL) de Grandes Ligas de Béisbol (MLB) y disputan sus partidos como locales en el Citizens Bank Park, ubicado en el sur de la ciudad.
Son uno de los equipos más antiguos de los Estados Unidos. Fueron fundados en 1883 con el nombre de Philadelphia Quakers y siete años después adoptaron como oficial el apodo con el que eran conocidos en la prensa local: Phillies. Esto hace de ellos el equipo con mayor antigüedad de uso del mismo nombre en la misma ciudad de todo el deporte profesional estadounidense.
A lo largo de su historia, los Phillies han ganado un total de dos Series Mundiales (1980 y 2008), ocho banderines de la NL y doce títulos de división.

## Historia

### 1883-1890: Philadelphia Quakers
Fundado en 1883 como Philadelphia Quakers, el equipo reemplazó a los Worcester Worcesters en la Liga Nacional ese año, teniendo un récord negativo de 17-81 en 98 juegos. Para revertir estos reveses el equipo contrató al futuro miembro de Salón de la Fama; Harry Wright para dirigir al conjunto. 

### 1890-1917: Cambio de nombre
Con un nuevo estadio inaugurado en 1887 (el minúsculo Baker Bowl eventualmente llamado "el más ridículo de los estadios de béisbol de América"), los Phillies de la década de 1890 elevaron el número de victorias por temporada a 70, lo cual no les fue suficiente para luchar por el título de la liga.
El nacimiento de la Liga Americana y la fundación de los Philadelphia Athletics que se llevó a los mejores jugadores del equipo, incluyendo al mejor bateador del béisbol hasta la llegada de Ty Cobb, Nap Lajoie quién el mismo año de su llegada a los Athletics en 1902, impulso el hasta ahora mayor promedio de bateo para una temporada en la Liga Americana: 426.La pérdida de este grupo de jugadores afectó al equipo a tal punto de finalizar la temporada con un récord negativo de 56-91, a 46 juegos del primer lugar.
Finalmente en 1915, en su trigésima tercera temporada, los Phillies ganaron el banderín de la Nacional, en gran parte gracias a la labor del lanzador Grover Cleveland Alexander, quién ganó la impresionante cantidad de 31 juegos esa temporada, quien ganó 30 o más juegos durante tres temporadas consecutivas hasta que fue vendido a los Chicago Cubs por el nuevo propietario William Baker, que se hizo notorio por tratar del operar el equipo con el menor presupuesto posible, consecuentemente llevando al equipo a permanecer, durante décadas, en los últimos lugares de la liga.

### 1918-1948: Años poco exitosos
De esta época pocos beisbolistas destacados jugaron en los Phillies, solamente Chuck Klein (tres veces líder en jonrones, dos veces en carreras impulsadas, jugador Más Valioso en 1933 y ganador de la Triple Corona ese mismo año) y Lefty O'Doul (líder bate en 1932), fueron figuras convincentes en el equipo durante algún tiempo.
En 1938 el equipo abandonó finalmente el viejo estadio Baker y se mudó al mejor acondicionado Shibe Park.

### 1949-1970: LosFightin' Phils
Con la llegada de 1950, los Phillies pasaron de ser el último equipo de la Liga a ganar el banderín de la Nacional gracias a la generación llamada The Whiz Kids (los chicos maravilla), perdiendo finalmente la Serie Mundial contra los New York Yankees de Joe DiMaggio.
Durante el resto de la década los Phillies tuvieron sus altos y sus bajos (incluyendo cuatro últimos lugares seguidos desde 1958 a 1961)
A finales de la temporada de 1964 los Phillies lideraban la Liga Nacional con 6-1/2 juegos por encima de los Cincinnati Reds faltando 12 para el final de la temporada, luego de una excelente temporada y a punto de ganar la liga los Phillies iniciaron una racha perdedora de 10 juegos, de los cuales los siete primeros los jugaron en casa, la serie decisiva contra los St. Louis Cardinals la iniciaron perdiendo frente a Bob Gibson y de esta manera continuó por dos juegos más. Al finalizar la racha los Cardinals lideraban la liga y se hicieron con el campeonato de la Nacional, en lo que es considerado por los cronistas del deporte en Estados Unidos como la mayor caída de un equipo en la lucha por un campeonato.
Luego de la mudanza al Veterans Stadium en 1971, la llegada de una nueva generación de grandes jugadores como Steve Carlton, Mike Schmidt, Larry Bowa, Greg Luzinski y el venezolano Jesús Marcano Trillo (los dos primero actualmente en el Salón de la Fama) llevó a los siempre débiles Phillies a ganar el título de la división este de la Nacional en 1976, 1977 y 1978. En 1979 y en búsqueda de lograr el esquivo banderín de la Nacional los Phillies contrataron al gran bateador Pete Rose.

### 1971-1984: Años gloriosos
Nuevamente en 1980 los Phillies ganaron el banderín de la división este de la Nacional en 1980, en unos memorables playoff derrotaron a los Astros en una serie de cinco partidos, de los cuales en 4 hubo necesidad de ir a extra innings obteniendo finalmente el título de la Liga Nacional por primera vez desde 1950.
En la Serie Mundial contra Kansas City Royals los Phillies de 1980 obtuvieron su primer título mundial.
Posteriormente en 1983 el equipo volvió a coronarse en la Liga, con un equipo en el que se encontraban, entre otros el venezolano Baudilio Díaz.

### 1992-1995: La «Macho Row»

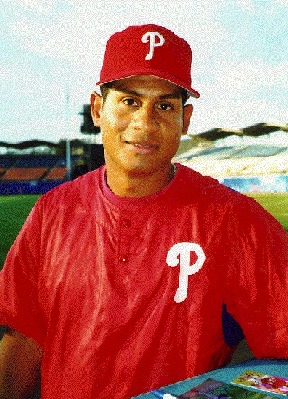
Bob Abreu vistiendo la camiseta de los Phillies de Philadelphia.

Con jugadores como Darren Daulton, John Kruk, Lenny Dykstra, y Curt Schilling en 1993 salieron nuevamente victoriosos campeones de la Liga Nacional, perdiendo en último término la Serie Mundial de ese año frente a los Toronto Blue Jays.
A partir de esa fecha el rendimiento de los Phillies ha sido variado, terminando con récord positivo en las temporadas de 
2001, 2003, 2004, 2005, 2006, 2007, 2008, 2009, 2010 y 2011 quedando campeones absolutos de las Grandes Ligas al ganar la Serie Mundial de 2008 tras vencer a los Tampa Bay Rays en 5 juegos y subcampeones de la Serie Mundial de 2009 ante los New York Yankees

### 2013-2018: Nuevos jugadores, nuevas historias
➥ 2012: Los Phillies pasaron de ganar 102 juegos en 2011 a conformarse con solo 81 quedando terceros del Este de la Liga Nacional rompiendo la racha de 9 temporadas consecutivas con récord positivo (Aunque técnicamente el tener récord igualado cuenta como positivo y negativo al mismo tiempo)
➥ 2013: Los Phillies con (73-89) tuvieron su primera temporada con récord negativo desde 2002.

### 2019-presente: La era de Bryce Harper

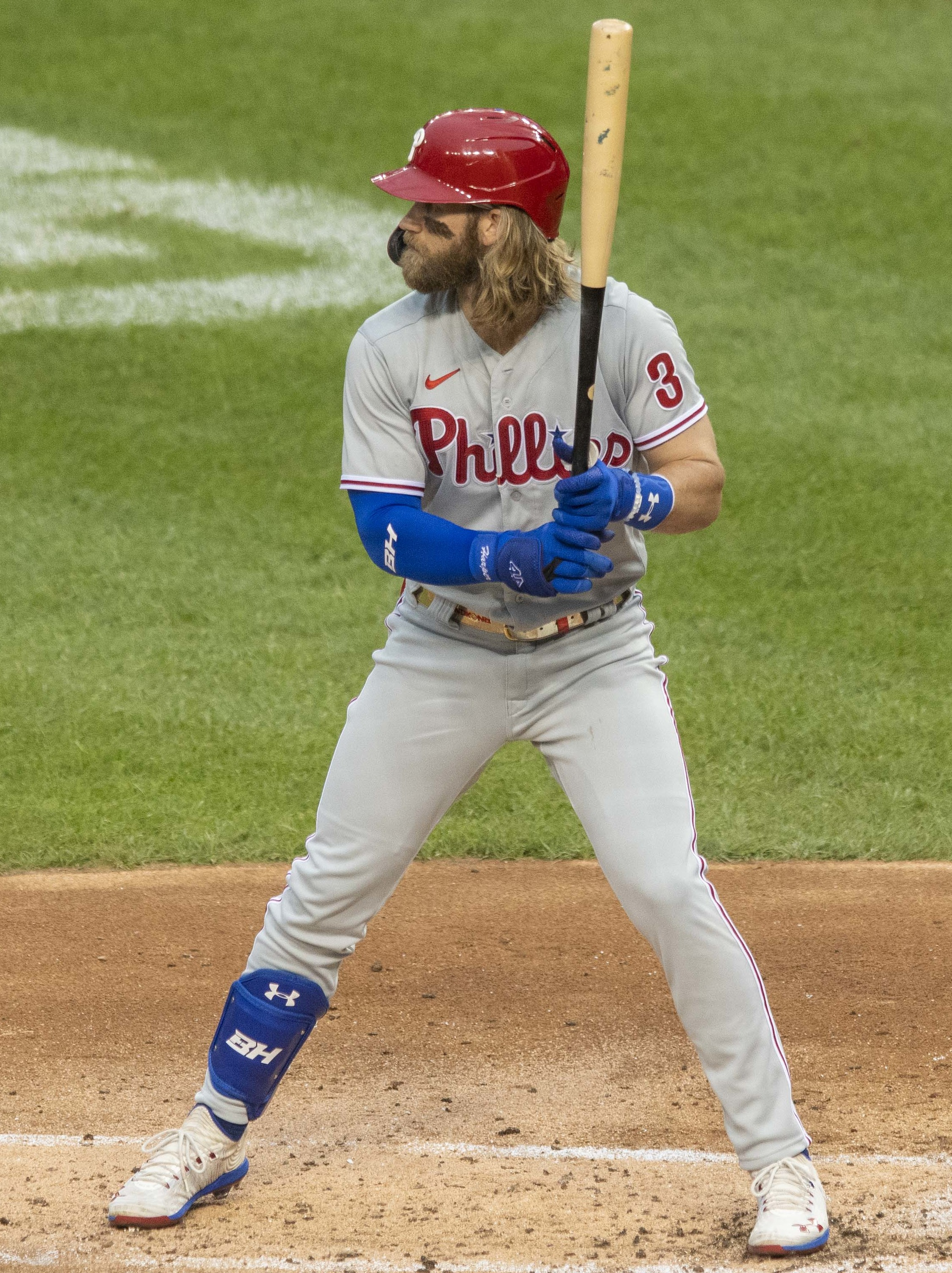
Bryce Harper fichó por los Phillies en 2019.

Durante la offseason de 2019 los Philadelphia Phillies protagonizaron el movimiento más sonado de la agencia libre fichando a Bryce Harper con un contrato por trece años y 330 millones de dólares, en ese momento el más cuantioso en la historia de la MLB. A pesar de ello, los Phillies no lograron clasificarse para los Playoffs al acabar el año con récord de 81-81. El mánager Gabe Kapler fue despedido tras dos temporadas en el cargo y fue reemplazado por Joe Girardi. 
En 2020 los Phillies terminaron con balance negativo (28-32) en una temporada acortada a sesenta partidos debido a la pandemia de COVID-19. Al año siguiente firmaron un balance de 82-80, su primera temporada en positivo desde 2011. Sin embargo, el equipo se quedó a las puertas de los Playoffs. Bryce Harper fue nombrado MVP de la Liga Nacional por segunda vez en su carrera.
Tras arrancar 2022 con un 22-29 de balance, Joe Girardi fue despedido como mánager del equipo. Bajo el mando del mánager interino Rob Thomson, los Phillies terminaron el año con un registro de 87-75 y se clasificaron para la postemporada once años después. En los Playoffs ganaron a los St. Louis Cardinals en el partido de la serie de wild cards y posteriormente eliminaron a los Atlanta Braves, vigentes campeones de la MLB, en la ronda divisional. En la Serie de Campeonato de la Liga Nacional derrotaron a los San Diego Padres por 4-1 y los Phillies lograron su primer banderín de la NL desde 2009. Fueron derrotados por los Houston Astros en seis encuentros en la Serie Mundial.

## Equipo actual

### Números retirados

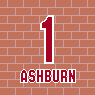
Richie Ashburn, OF. Retirado en 1979.
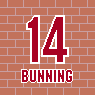
Jim Bunning, P. Retirado en 2001.
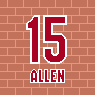
Dick Allen, 1B 3B.Retirado en 2020.
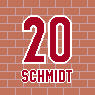
Mike Schmidt, 3B. Retirado en 1990.
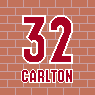
Steve Carlton, P. Retirado en 1989.
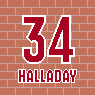
Roy Halladay, RHP. Retirado en 2021.
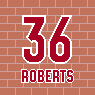
Robin Roberts, P, Retirado en 1962.
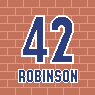
Jackie Robinson, 2B. Retirado en todos los equipos de Grandes Ligas en 1997.
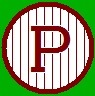
Grover Cleveland Alexander, P. Honorado en 2001.
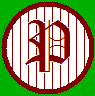
Chuck Klein, RF. Honorado en 2001.

En la pared de números retirados del Citizens Bank Park, los Phillies colocaron una letra serif  P debido a que Cleveland Alexander jugó antes de la implementación de los números en 1932.
Chuck Klein, RF, 1928-33, 1936-39, 1940-44; Entrenador, 1942-45. Usó varios números con los Phillies cuando se introdujeron estos en 1932. Usó el 3 más que otros. De cualquier forma también se le reconoce por una letra P como a Cleveland Alexander.
Ashburn también se desempeñó como locutor para los Filis desde 1963 hasta 1997.

### Miembros del Salón de la Fama del Béisbol
| - Robin Roberts (1978) - Richie Ashburn (1979) - Chuck Klein (1980) - Grover Cleveland Alexander (1981) - Del Ennis (1982) - Jim Bunning (1984) - Ed Delahanty (1985) - Cy Williams (1986) - Granny Hamner (1987) - Paul Owens (1988) - Steve Carlton (1989) |  | - Mike Schmidt (1990) - Larry Bowa (1991) - Chris Short (1992) - Curt Simmons (1993) - Dick Allen (1994) - Willie Jones (1995) - Sam Thompson (1996) - Johnny Callison (1997) - Greg Luzinski (1998) - Tug McGraw (1999) - Gavvy Cravath (2000) |  | - Garry Maddox (2001) - Tony Taylor (2002) - Sherry Magee (2003) - Billy Hamilton (2004) - Bob Boone (2005) - Dallas Green (2006) - John Vukovich (2007) - Juan Samuel (2008) - Harry Kalas (2009) - Darren Daulton (2010) - John Kruk (2011) |  | - Mike Lieberthal (2012) - Curt Schilling (2013) - Charlie Manuel (2014) - Pat Burrell (2015) - Jim Thome (2016) - Pat Gillick (2018) - Roy Halladay (2018) - Bob Abreu (2019) - Chase Utley (2019) |

## El Phillie Phanatic
El Phillie Phanatic o Phillie Phan (pronúnciese Fili Fanático) es la mascota oficial del equipo de Filadelfia desde 1978 y reconocida como la mejor mascota de todos los tiempos por las revistas Sports Illustrated for Kids y Sports Illustrated.
Goza de gran popularidad en los Estados Unidos. En la actualidad es caracterizada por Tom Burgoyne.

## Divisiones de Ligas Menores de los Phillies
- AAA: Ottawa Lynx, International League (por mudarse al Coca-Cola Park en Allentown, Pensilvania, comenzando en abril de 2008 como los Lehigh Valley IronPigs).
- AA: Reading Phillies, Eastern League.
- High-A: Clearwater Threshers, Florida State League.
- Low-A: Lakewood BlueClaws, South Atlantic League.
- Short Season A: Williamsport Crosscutters, New York-Penn League.
- Rookie: GCL Phillies, Gulf Coast League.
- Rookie: DSL Phillies, Liga de verano de República Dominicana.

## Palmarés
- Serie Mundial (2): 1980, 2008.

- Subcampeón Serie Mundial (6): 1915, 1950, 1983, 1993, 2009, 2022.

- Banderines de la Liga Nacional (8): 1915, 1950, 1980, 1983, 1993, 2008, 2009, 2022.

- División Este NL (12): 1976, 1977, 1978, 1980, 1983, 1993, 2007, 2008, 2009, 2010, 2011, 2024.